# Abraxas ulmaria
Abraxas ulmaria là một loài bướm đêm trong họ Geometridae.